# Frontier Mountain
Frontier Mountain är ett berg i Antarktis. Det ligger i Östantarktis. Nya Zeeland gör anspråk på området. Toppen på Frontier Mountain är 2 805 meter över havet.
Terrängen runt Frontier Mountain är varierad. Frontier Mountain är den högsta punkten i trakten. Trakten är obefolkad. Det finns inga samhällen i närheten.